# Palazzo Buzzaccarini (Padova)
Palazzo Buzzaccarini è un palazzo di Padova, sito nel centro storico della città.

## Storia
La costruzione fu compiuta fra il 1760 e il 1770 per volere dei marchesi Buzzaccarini su progetto di Sante Benato, allievo di Gerolamo Frigimelica.

## Architettura
Il palazzo, mancante dell'ala sinistra, è organizzato sull'asse della polifora centrale al piano nobile. Conserva al suo interno lo scalone e due sale affrescati, da attribuirsi ad Andrea Urbani e a Jacopo Guarana.